# Топлопроводимост
Топлопроводимост (или топлопроводност) е свойство на материята да пренася топлина. Обратното свойство – да възпрепятства преноса на топлина, се нарича термично съпротивление. Пренасянето на топлина от по-топлите към по-студените части на едно и също тяло чрез топлопроводност е един от видовете топлообмен. При топлопроводността преносът на топлина се извършва от областта с по-висока към областта с по-ниска температура единствено чрез обмен на енергия между градивните частици (атоми, молекули, йони). За разлика от топлопроводността, при конвекцията топлообменът става чрез движение на веществото на средата. Металите са с много висока топлопроводимост, като среброто е с най-висока. Поради цената му то не се използва като топлопроводник, а най-често се използва алуминий. Обратно, лошите топлопроводници се наричат топлоизолатори, като например стъкло, дърво, пластмаса, стиропор, въздух и др.
Различните вещества имат различна топлопроводност. Топлопроводимостта се определя само за еднородни материали. Тя се характеризира с коефициент на топлопроводност.

## Коефициент на топлопроводност
Способността на веществата да провеждат топлина се характеризира с т. нар. коефициент на топлопроводимост. Означава се с гръцката буква ламбда λ. Това е потокът топлина {\displaystyle {\dot {Q}}}, който преминава през материал с дебелина {\displaystyle l} = 1 m за площ {\displaystyle A} = 1 m² при разлика в температурите (температурен градиент) {\displaystyle \Delta T} = 1 К.
Тази зависимост е известна още като закон на Фурие:
{\displaystyle \lambda ={\frac {{\dot {Q}}\cdot l}{A\cdot \Delta T}}={\frac {\mathrm {W\cdot m} }{\mathrm {m^{2}\cdot K} }}=\mathrm {\frac {W}{m\cdot K}} }
В системата SI коефициентът λ има измерение [W.m-1.K-1]. Колкото по-ниска е стойността на коефициента, толкова по-добър топлоизолатор е материалът, и обратно. Прието е материалите с коефициент по-нисък от 0,25 W/mK да се смятат за изолационни.  Съответно материалите с  коефициент > 50 W/mK са добри проводници на топлина.

## Примери и опити
Върху метална пръчка с помощта на парафин закрепяме габърчета. След това загряваме пръчката от единия ѝ край. Виждаме как постепенно парафинът се разтопява и кабарчетата започват да падат. Най-напред падат тези, които са най-близо до нагретия край на пръчката, а след това последователно и всички останали. Това показва, че топлината, получена от пламъка на спиртната лампа, постепенно се пренася от горещия към студения край на пръчката.